# 直江谷村
直江谷村（なおえだにむら）は、かつて石川県河北郡に存在した村。現在の金沢市北東部、北陸自動車道の金沢森本インターチェンジの東南東一帯にあたる。

## 地理
- 山 ： 権殿山
- 河川 ： 森下川

## 歴史
- 1889年（明治22年）4月1日 - 町村制の施行により、市瀬村、小嶺村、柚木村、不室村、牧山村、北方村、納年村（のうねんむら）、直江野村、車村及び釣部村の区域をもって、直江谷村が発足する。
- 1907年（明治40年）8月10日 - 直江谷村、小原谷村及び薬師谷村が合併して、三谷村が発足する。

## 行政

### 村長
| 代数 | 氏名       | 就任年月日                | 退任年月日                | 備考 |
| ---- | ---------- | ------------------------- | ------------------------- | ---- |
| 1    | 宮川庄助   | 1889年（明治22年）6月16日 | 1897年（明治30年）6月30日 |      |
| 2    | 西川八次郎 | 1897年（明治30年）7月21日 | 1900年（明治36年）2月6日  |      |
| 3    | 金窪善次郎 | 1900年（明治33年）3月1日  | 1904年（明治37年）2月30日 |      |
| 4    | 源善次郎   | 1904年（明治37年）3月11日 | 1907年（明治40年）8月9日  |      |